# Exacto
EXACTO, un acrónimo de Extreme ACcuracy Tasked Ordnance es un rifle de francotirador que dispara balas inteligentes desarrolladas por DARPA (Agencia de Proyectos de Investigación Avanzada de Defensa) por Lockheed Martin y Teledyne Scientific & Imaging en noviembre de 2008. A mediados de 2016, Rusia reveló que estaba desarrollando una "bala inteligente" similar diseñada para golpear objetivos a una distancia de hasta 10 kilómetros (6,2 millas).  
La prueba DARPA activó el EXACTO a principios de 2014 y lanzó un video de las demostraciones en julio de 2014.